# Hikvision
Hangzhou Hikvision Digital Technology Co., Ltd. eller Hikvision er en statsejet kinesisk producent af videoovervågningsudstyr. De har hovedkvarter i Hangzhou, Zhejiang.
Hikvision blev etableret i 2001 af Zhejiang HIK Information Technology Co., Ltd.